# 490
490 (CDXC) var ett normalår som började en måndag i den julianska kalendern.

## Händelser

### April
- 1 april – Största delen av Odovakars armé, inklusive hans magister militum Tufa, kapitulerar för Teoderik den store i Milano.

### Augusti
- 11 augusti – Teoderik besegrar Odovakar på nytt i slaget vid Adda.

### Okänt datum
- Eufemios blir patriark av Konstantinopel.

## Födda
- Theoderik I, frankisk kung av Reims 511–534 (född omkring detta år eller 485)

## Avlidna
- Perpetuus, biskop i Tours.
- Kejsarinnan Feng av Norra Wei